# Alianza para la Producción, Tabasco
Alianza para la Producción är en ort i Mexiko.   Den ligger i kommunen Cunduacán och delstaten Tabasco, i den sydöstra delen av landet, 600 km öster om huvudstaden Mexico City. Alianza para la Producción ligger 12 meter över havet och antalet invånare är 271.
Terrängen runt Alianza para la Producción är mycket platt. Runt Alianza para la Producción är det ganska tätbefolkat, med 155 invånare per kvadratkilometer. Närmaste större samhälle är Cárdenas, 14,0 km söder om Alianza para la Producción. Trakten runt Alianza para la Producción består till största delen av jordbruksmark.